# Новые Балгазы
Новые Балгазы (баш. Яңы Балғажы) — деревня в Никифаровском сельсовете Альшеевского района Республики Башкортостан России.

## Население
| 2002 | 2009 | 2010 |
| ---- | ---- | ---- |
| 42   | ↘34  | ↘28  |

Согласно переписи 2002 года, преобладающая национальность — башкиры (100 %).

## Географическое положение
Расстояние до:
- районного центра (Раевский): 58 км,
- центра сельсовета (Никифарово): 13 км,
- ближайшей железнодорожной станции (Аксеново): 25 км.